# Llista de substàncies químiques de la DEA
La llista de substàncies químiques de la DEA és una llista mantinguda per la Drug Enforcement Administration dels Estats Units, que manté llistes relatives a la classificació de les drogues il·lícites. També manté la llista I i la Llista II de substàncies químiques, que contenen productes químics que s'utilitzen per fabricar les substàncies/drogues il·lícites.